# Comité Internacional de Hóquei em Patins
O Comité International de Hóquei em Patins ou CIRH era o organismo internacional que geria o Hóquei em patins a nível mundial.

## Membros
Os cinco membros atuais do CIRH eram em 2011:
- Harro Strucksberg (Presidente)
- Francesco Rossi (Vice-presidente)
- Armando Quintanilla
- Bill Sisson
- Enrique Javier Rodríguez Bermúdez

## Competições Mundiais
- ver FIRS